# Dobovica
Dobovica is een plaats in Slovenië en maakt deel uit van de gemeente Litija in de NUTS-3-regio Osrednjeslovenska. De plaats telde 40 inwoners op 1 januari 2020.